# Коченьга (Архангельская область)
Коченьга — деревня в Котласском районе Архангельской области.

## География
Находится в юго-восточной части Архангельской области, при автодороге А123, на расстоянии приблизительно 4 км на восток-юго-восток по прямой от города Котлас на правом берегу речки Лименда.

## История
Известна с 1710 года, когда упоминалась как деревня Коченга. До 2022 года деревня входила в Черёмушское сельское поселение до его упразднения.

## Население
Численность населения: 1 человек (украинцы 100 %) в 2002 году, 0 в 2010.